# ФК „Верона“
Футболен клуб „Елас Верона“ (на италиански: Hellas Verona Football Club), често срещан и просто като Футболен клуб „Верона“ или като „Елас“ в пределите на самия град, е италиански футболен отбор от Верона.
Цветовете на клуба са жълт и син, заимствани от цветовете на самия град, чиито знаме и герб представляват жълт кръст на син фон. Играе на стадион „Маркантонио Бентегоди“ с вместимост 39 211 зрители.
Често са наричани „жълто-сините“, „мастифите“ и „скалиджери“. Последният прякор идва от рода Дела Скала, управлявал Верона между 13 и 14 век; хералдическият герб на Скалиджери е изобразен и върху емблемата на отбора като два стилизирани, обърнати с гръб един към друг мастифа.

## История

### Ранни години
Основан през 1903 година от група гимназисти от веронския лицей „Шипионе Мафей“, клубът е наречен АC „Елас“ (италианското название на Елада) по молба на Дечо Коруболо – преподавател по старогръцки език. За пръв президент е избран граф Фрата Пазини с паричен фонд от 32 лири. В епоха, в която футболът се играе главно в големите северозападни италиански градове, по-голямата част от Верона се отнася с безразличие към разрастващия се спорт. Въпреки това през 1906 година два градски отбора избират стария римски амфитеатър като място, където да практикуват играта. Общественият и медийният интерес започват постепенно да нарастват.
През ранните си години отборът е един от няколкото в този регион и играе главно на общинско ниво, борейки се с местния противник „Бентегоди“ за надмощие в своя град. До сезон 1907/08 „Елас“ играе срещу местни отбори, като по този начин се заражда и съперничество с „Виченца“, траещо и до днес.
От 1898 до 1926 година италианският футбол е разделен на регионални групи. През този период „Елас“ е един от основателите на първоначалната футболна лига и често е сред финалистите. През 1911 година градът помага на клуба да замени старите песъчливи игрища с по-подходящи за футбол. Така отборът вече можел да участва в първия си регионален турнир, който до 1926 представлява квалификационен етап за националната титла.
От 1914 до 1919 година футболни състезания не се провеждат заради Първата световна война. През 1919 година „Елас“ се обединява с градския си противник „Верона“ и образува „Елас Верона“. От 1926 до 1929 година елитната футболна дивизия приема най-силните отбори от всеки регион, сред които е и „Елас Верона“.
Серия А започва през 1929 година, когато Националният шампионат се превръща в професионална лига. Все още аматьорски отбор, „Елас Верона“ се обединява с още два градски противника – „Бентегоди“ и „Скалиджера“, за да формира АК „Верона“. С надежди за изграждане на конкурентоспособен отбор за в бъдеще клубът дебютира в Серия Б през 1929. Въпреки това отборът достига Серия А чак през 1957 година, но изпада още след първия си сезон. През 1959 година отборът се слива с още един градски съперник – „Елас“, и се връща към корените си, променяйки името си на „Елас Верона АК“.

### Възход
През 1968 година отборът отново се завръща в Серия А, където този път изкарва 6 сезона, записвайки 2 пъти 10-о място. През сезон 1973/74 завършват на 13-о място, което е последното, даващо право на оставане в елита. Поради скандал, в който е въвлечен президентът на клуба, Верона обаче е запратен на последното място и изхвърлен в Серия Б. Завръща се още следващия сезон, а през 1975/76 достига и финала за Купата на Италия, губейки го с 0:4 от „Наполи“ с 4 гола в последните 15 минути. По пътя си до финала обаче елиминира силните по онова време отбори на „Торино“, „Каляри“ и „Интер“.
В следващите 2 сезона записва 9-о и 10-о място в Серия А, а през 1978/79 изпада в Серия Б.

### Финали за Купата на Италия
След изпадането си „Верона“ изкарва 3 сезона в Серия Б. През 1981/82 завършва като първенец, класира се в Серия А и изживява най-големия си успех.
В следващите 2 сезона – 1982/83 и 1983/84, завършва на 4-то и 6-о място и два пъти достига финала за Купата на Италия. Губи и двата пъти – първият срещу „Ювентус“ (0:3 след продължения) и срещу „Рома“ (0:1).

### Скудето
„Верона“ определено е най-известен със спечелването си на шампионската титла през 1984/85 и с честите си участия в евротурнирите.
Въпреки че отборът от 1984/85 е съставен от млади, но обещаващи играчи, както и от по-опитни, в началото на сезона никой не е смята, че накрая „Верона“ ще триумфира. Сред по-запаметяващите мачове са убедителната победа над „Ювентус“ с 2:0, победа като гост на „Удинезе“ с 5:3, три поредни победи, сред които и 1:0 срещу „Рома“. Отборът си осигурява титлата след 1:1 срещу „Аталанта“ в предпоследния кръг. Верона завършва с 15 победи, 13 равни и 2 загуби – общо с 43 точки, 4 пред втория „Торино“. По-нататък в таблицата следват „Интер“, „Сампдория“ и „Милан“, допълнени от считаните за най-силни по онова време „Ювентус“ и „Рома“, които дори не се класират в евротурнирите. Това, естествено, буди много съмнения и предположения.
1984/85 е и сезонът, в който за пръв път съдиите се определят чрез жребий на произволен принцип. Дотогава специална реферска комисия назначава определен рефер на определен мач. След скандала със залози през 1980 (Черното тото) е решено образът на италианския футбол да бъде изчистен, част от което е и произволното определяне на съдиите. Това от своя страна води до по-спокойно първенство и изключително изненадващо крайно класиране. През следващия сезон, спечелен от „Ювентус“, разпределянето на съдии отново се решава от реферска комисия.

### В евротурнирите
Отборът дебютира в европейските клубни турнири през 1983/84 за Купата на УЕФА и е елиминиран във втория кръг от „Щурм Грац“. През 1986 „Верона“ са елиминирани в турнира за Купата на европейските шампиони от сънародниците си и действащ европейски шампион „Ювентус“. През 1988 година клубът достига най-доброто си постижение в евротурнирите, достигайки 1/4-финал за Купата на УЕФА. По пътя си дотам елиминират полския „Погон Шчешин“, холандския „Утрехт“ и румънския „Спортул Студенцеск“. На 1/4-финала отпадат от „Вердер Бремен“ след 0:1 и 1:1.

## Неотдавна

### Между Серия А и Серия Б
Всичко това е надминало скромните очаквания на средно голям град, какъвто е Верона, за скромен отбор с фенска маса, съсредоточена предимно в самия град. Но скоро финансови затруднения достигат клуба. През 1991 година клубът е закрит и възроден като „Верона ФК“ като за 8 сезона поред 3 пъти изпада от Серия А, но се връща обратно.
След спечелването на Серия Б през 1998/99 отборът се завръща в Серия А, където остава едва 3 сезона. Изпада през сезон 2001/02 въпреки многобройните тогавашни таланти като Адриан Муту, Мауро Каморанези, Алберто Джилардино, Мартин Лаурсен, Масимо Одо, Марко Касети и треньорът Алберто Малезани след загуба в последния кръг като гост на „Пиаченца“ с 0:3 и пред 7000 гостуващи привърженици от Верона.

### Градско дерби с „Киево“
През сезон 2006/07 – последният сезон на „Верона“ в Серия А отборът играе и срещу градския си съперник „Киево“. По този начин „Верона“ се превръща в едва 5-ия град (след Милано, Рим, Торино и Генуа), имащ собствено дерби в Серия А. Първият мач е спечелен от „Верона“ с 3:2, а в ревашна побеждава „Киево“ с 2:1.
По време на тези мачове привържениците на „Киево“ е трябвало да гледат отбора си от гостуващия сектор, дори и като домакини.

## Настояще
След изпадането си през 2002 година в Серия Б „Верона“ закъсва във финансово отношение и прекарва по-голяма част от сезоните там борейки се с немислимото – изпадане в Серия Ц1. През 2004/05 нещата изглеждат по-обнадеждаващо с 6-о място в Серия Б.
През 2006/07 обаче след слабо представяне отборът играе плейоф със „Специя“. След загуба с 1:2 в Специя и нулево равенство във Верона клубът изпада в Серия Ц1 след 64-годишно участие в двете най-високи нива на италианския футбол.
През сезон 2007/08 отборът отново е в дъното на таблицата като едвам достига 17-о място и трябва да играе плейоф с „Про Патрия“. След 2:1 общ резултат „Верона“ си гарантира участие в третата дивизия и през следващия сезон. Въпреки слабите резултати подкрепата от феновете остава силна като посещение и продажба на билети.
През изминалия сезон 2008/09 отборът завършва на 7-о място.

## Участия в шампионата
- Серия А – 35 пъти (последно 2002/02)
- Серия Б – 50 пъти (последно 2006/07)
- Серия Ц – 4 пъти (последно 2008/09)

## Успехи
- Шампион на Италия (1): 1984/85
- Шампион на Серия Б (3): 1956/57, 1981/82, 1998/99
- Шампион на Серия Ц (1): 1942/43
- Купа на Италия – финалист (3): 1975/76, 1982/83, 1983/84
- Купа на УЕФА – 1/4-финал (1): 1987/88
- Българо-Италианска купа Носител (1): 1970

## Български футболисти
- Валери Божинов: 2012 - (13 мача - 1 гол)